# Устиновка (Приморский край)
Усти́новка — село Кавалеровского района Приморского края России.

## География
Село находится в долине реки Зеркальная, на автодороге, ведущей от трассы Находка — Кавалерово к селу Зеркальное и к одноимённой бухте.

## История
Село основано в 1913 году путём объединения нескольких крестьянских. Названо в честь Алексея Ивановича Устинова, чертёжника Приморской чертёжной мастерской. В 1930-е годы в селе образован колхоз имени Чапаева, реорганизованный в дальнейшем в совхоз.

## Население
| 1926 | 2002 | 2008 | 2010 |
| ---- | ---- | ---- | ---- |
| 29   | ↗370 | ↗388 | ↘345 |

## Улицы
- ул. Зелёная,
- ул. Лесная,
- ул. Речная,
- ул. Центральная.

## Экономика
Основа экономики — сельское хозяйство мясо-молочного направления, сбор даров тайги.

## Археология
В 2 км юго-западнее села находится горное городище Сибайгоу — памятник археологии чжурчжэньской культуры.